# Bidhan Chandra Roy
Bidhan Chandra Roy, född 1 juli 1882 i Patna i Brittiska Indien, död 1 juli 1962 i Calcutta, var en indisk läkare och politiker (INC). Han var delstaten Västbengalens andre chefsminister (Chief Minister) efter Indiens självständigheten. Hans tid som premiärminister sträckte sig över 14 år, till dess han avled 1962. Han tillerkändes dessförinnan även Bharat Ratna, Republiken Indiens högsta hedersutmärkelse. 